# بطولة أمم أوقيانوسيا لكرة السلة
بطولة أوقيانوسيا لكرة السلة (بالإنجليزية: FIBA Oceania Championship)‏ هي مسابقة كرة سلة دولية في قارة أوقيانوسيا، بدأت في عام 1971 وينضمها اتحاد أوقيانوسيا لكرة السلة وتقام كل سنتين.

## وصلات خارجية
- الموقع الإلكتروني